# Le Gué-de-Velluire
Le Gué-de-Velluire ist eine französische Gemeinde mit 516 Einwohnern (Stand: 1. Januar 2022) im Département Vendée in der Région Pays de la Loire. Moreilles gehört zum Arrondissement Fontenay-le-Comte und zum Kanton Luçon (bis 2015: Kanton Chaillé-les-Marais). Die Einwohner werden Guétréens genannt.

## Lage
Le Gué-de-Velluire liegt etwa 29 Kilometer nordnordöstlich von La Rochelle in den Marais Poitevin. Der Vendée begrenzt die Gemeinde im Westen. Das Gemeindegebiet gehört zum Regionalen Naturpark Marais Poitevin. Umgeben wird Le Gué-de-Velluire von den Nachbargemeinden Velluire im Norden und Nordosten, Vix im Osten und Südosten, L’Île-d’Elle im Süden, Marans im Südwesten sowie La Taillée im Nordwesten.

## Bevölkerungsentwicklung
| 1962                      | 1968 | 1975 | 1982 | 1990 | 1999 | 2006 | 2013 |
| 574                       | 523  | 449  | 431  | 435  | 467  | 514  | 549  |
| Quelle: Cassini und INSEE |      |      |      |      |      |      |      |

## Sehenswürdigkeiten

Kirche Saint-Martin

- Kirche Saint-Martin